# Janata Parivar

En politique indienne, le Janata Parivar (« famille du Janata ») est le nom donné aux partis politiques issus du Janata Dal.
Le Janata Dal, qui dirige le gouvernement à New Delhi de 1989 à 1990 puis de 1996 à 1998, subit de nombreuses scissions après la perte du pouvoir.
Le 14 avril 2015, six partis du Janata Parivar (Samajwadi Party, Janata Dal (Secular), Janata Dal (United), Indian National Lok Dal, Samajwadi Janata Party, Rashtriya Janata Dal) annoncent une nouvelle alliance afin de contrer le Bharatiya Janata Party. Finalement, seuls le Janata Dal (United) et Rashtriya Janata Dal parviennent à s'allier : ils contestent et remportent les élections au Bihar en formant une coalition, la Grande Alliance, avec le Congrès mais, en juillet 2017, le Janata Dal (United) quitte l'alliance pour former un gouvernement avec le BJP. Le  Janata Dal (Secular) et le Rashtriya Janata Dal sont toujours alliés au Congrès.

## Alliance duJanata Parivar
| Parti | Parti                              | Lok Sabha | Rajya Sabha | État    | Remarque |
| ----- | ---------------------------------- | --------- | ----------- | ------- | -------- |
|       | Indian National Lok Dal            | 2         | 1           | Haryana |          |
|       | Samajwadi Janata Party (Rashtriya) | 0         | 0           | Delhi   |          |

## Autres partis duJanata Parivar
Parti allié au Congrès : 
- Janata Dal (Secular) ;
- Rashtriya Janata Dal ;
- Rashtriya Lok Dal ;
- Samajwadi Party, allié en 2017 pour les élections en Uttar Pradesh.

Partis alliés au BJP :
- Janata Dal (United)
- Hindustani Awam Morcha ;
- Rashtriya Lok Samata Party ;
- Samata Party ;
- Lok Janshakti Party ;

Autres partis : 
- National People's Party.